# Seznam katastrálních území v okrese Vsetín
Zde je uveden kompletní výčet katastrálních území okresu Vsetín, včetně jejich rozlohy a evidenčních částí obcí, které na nich leží.

## Seznam katastrálních území
V okrese Vsetín se nachází 88 katastrálních území, celková rozloha okresu činí 1130,91 km².
| Název KÚ                          | Části obce             | Obec                   | Výměra (v km²) |
| --------------------------------- | ---------------------- | ---------------------- | -------------- |
| Babice u Kelče                    | Babice                 | Kelč                   | 2,34           |
| Branky                            | Branky                 | Branky                 | 10,79          |
| Brňov                             | Podlesí                | Valašské Meziříčí      | 5,95           |
| Bynina                            | Bynina                 | Valašské Meziříčí      | 3,74           |
| Bystřička I                       | Bystřička              | Bystřička              | 4,70           |
| Bystřička II                      | Bystřička              | Bystřička              | 4,81           |
| Dolní Bečva                       | Dolní Bečva            | Dolní Bečva            | 20,05          |
| Francova Lhota                    | Francova Lhota         | Francova Lhota         | 15,78          |
| Halenkov                          | Halenkov               | Halenkov               | 42,20          |
| Hážovice                          | Rožnov pod Radhoštěm   | Rožnov pod Radhoštěm   | 5,61           |
| Horní Bečva                       | Horní Bečva            | Horní Bečva            | 42,40          |
| Horní Lideč                       | Horní Lideč            | Horní Lideč            | 7,22           |
| Hošťálková                        | Hošťálková             | Hošťálková             | 26,90          |
| Hovězí                            | Hovězí                 | Hovězí                 | 22,11          |
| Hrachovec                         | Hrachovec              | Valašské Meziříčí      | 4,83           |
| Huslenky                          | Huslenky               | Huslenky               | 35,08          |
| Hutisko                           | Hutisko                | Hutisko-Solanec        | 13,24          |
| Choryně                           | Choryně                | Choryně                | 9,11           |
| Jablůnka                          | Jablůnka               | Jablůnka               | 8,21           |
| Janová                            | Janová                 | Janová                 | 9,21           |
| Jarcová                           | Jarcová                | Jarcová                | 5,21           |
| Jasenice u Valašského Meziříčí    | Jasenice               | Lešná                  | 5,55           |
| Jasenka                           | Horní Jasenka          | Vsetín                 | 9,41           |
| Juřinka                           | Juřinka                | Valašské Meziříčí      | 2,07           |
| Karolinka                         | Karolinka              | Karolinka              | 42,15          |
| Kateřinice u Vsetína              | Kateřinice             | Kateřinice             | 13,37          |
| Kelč-Nové Město                   | Kelč                   | Kelč                   | 7,92           |
| Kelč-Staré Město                  | Kelč                   | Kelč                   | 5,13           |
| Kladeruby                         | Kladeruby              | Kladeruby              | 6,94           |
| Komárovice                        | Komárovice             | Kelč                   | 4,07           |
| Krásno nad Bečvou                 | Krásno nad Bečvou      | Valašské Meziříčí      | 6,24           |
| Krhová                            | Krhová                 | Krhová                 | 8,05           |
| Křivé                             | Podlesí                | Valašské Meziříčí      | 5,40           |
| Kunovice                          | Kunovice               | Kunovice               | 8,18           |
| Lačnov                            | Lačnov                 | Lačnov                 | 15,31          |
| Lázy u Valašského Meziříčí        | Lázy                   | Loučka                 | 1,58           |
| Leskovec                          | Leskovec               | Leskovec               | 9,85           |
| Lešná                             | Lešná                  | Lešná                  | 5,06           |
| Lhota u Choryně                   | Lhota                  | Valašské Meziříčí      | 2,20           |
| Lhota u Kelče                     | Lhota                  | Kelč                   | 2,96           |
| Lhota u Vsetína                   | Lhota u Vsetína        | Lhota u Vsetína        | 11,27          |
| Lhotka nad Bečvou                 | Lhotka nad Bečvou      | Lešná                  | 2,30           |
| Lidečko                           | Lidečko                | Lidečko                | 17,37          |
| Liptál                            | Liptál                 | Liptál                 | 24,17          |
| Loučka u Valašského Meziříčí      | Loučka                 | Loučka                 | 5,31           |
| Lužná u Vsetína                   | Lužná                  | Lužná                  | 15,69          |
| Malá Bystřice                     | Malá Bystřice          | Malá Bystřice          | 18,32          |
| Malá Lhota u Valašského Meziříčí  | Malá Lhota             | Velká Lhota            | 2,23           |
| Malé Karlovice                    | Malé Karlovice         | Velké Karlovice        | 14,75          |
| Mikulůvka                         | Mikulůvka              | Mikulůvka              | 13,12          |
| Mštěnovice                        | Mštěnovice             | Lešná                  | 2,74           |
| Němetice                          | Němetice               | Kelč                   | 5,42           |
| Nový Hrozenkov                    | Nový Hrozenkov         | Nový Hrozenkov         | 43,43          |
| Oznice                            | Oznice                 | Oznice                 | 6,13           |
| Perná u Valašského Meziříčí       | Perná                  | Lešná                  | 3,04           |
| Podolí u Valašského Meziříčí      | Podolí                 | Podolí                 | 5,76           |
| Police u Valašského Meziříčí      | Police                 | Police                 | 13,22          |
| Poličná                           | Poličná                | Poličná                | 11,07          |
| Pozděchov                         | Pozděchov              | Pozděchov              | 13,45          |
| Prlov                             | Prlov                  | Prlov                  | 7,14           |
| Prostřední Bečva                  | Prostřední Bečva       | Prostřední Bečva       | 23,45          |
| Pržno u Vsetína                   | Pržno                  | Pržno                  | 8,40           |
| Příluky                           | Příluky                | Lešná                  | 1,75           |
| Pulčín                            | Pulčín                 | Francova Lhota         | 7,07           |
| Ratiboř u Vsetína                 | Ratiboř                | Ratiboř                | 18,75          |
| Rokytnice u Vsetína               | Rokytnice              | Vsetín                 | 8,35           |
| Rožnov pod Radhoštěm              | Rožnov pod Radhoštěm   | Rožnov pod Radhoštěm   | 28,13          |
| Růžďka                            | Růžďka                 | Růžďka                 | 18,56          |
| Seninka                           | Seninka                | Seninka                | 7,26           |
| Solanec pod Soláněm               | Solanec pod Soláněm    | Hutisko-Solanec        | 16,66          |
| Střelná na Moravě                 | Střelná                | Střelná                | 9,28           |
| Střítež nad Bečvou                | Střítež nad Bečvou     | Střítež nad Bečvou     | 7,46           |
| Tylovice                          | Rožnov pod Radhoštěm   | Rožnov pod Radhoštěm   | 5,73           |
| Ústí u Vsetína                    | Ústí                   | Ústí                   | 5,43           |
| Valašská Bystřice                 | Valašská Bystřice      | Valašská Bystřice      | 35,97          |
| Valašská Polanka                  | Valašská Polanka       | Valašská Polanka       | 12,35          |
| Valašská Senice                   | Valašská Senice        | Valašská Senice        | 16,00          |
| Valašské Meziříčí-město           | Valašské Meziříčí      | Valašské Meziříčí      | 5,00           |
| Velká Lhota u Valašského Meziříčí | Velká Lhota            | Velká Lhota            | 7,10           |
| Velké Karlovice                   | Velké Karlovice        | Velké Karlovice        | 66,04          |
| Veselá u Valašského Meziříčí      | Veselá                 | Zašová                 | 4,52           |
| Vidče                             | Vidče                  | Vidče                  | 11,77          |
| Vigantice                         | Vigantice              | Vigantice              | 7,63           |
| Vsetín                            | Semetín, Vsetín        | Vsetín                 | 39,84          |
| Vysoká u Valašského Meziříčí      | Vysoká                 | Lešná                  | 2,17           |
| Zašová                            | Zašová                 | Zašová                 | 18,01          |
| Zděchov                           | Zděchov                | Zděchov                | 13,00          |
| Zubří                             | Zubří                  | Zubří                  | 28,39          |
| Celková výměra (v km²)            | Celková výměra (v km²) | Celková výměra (v km²) | 1142,67        |

## Zrušená katastrální území
V této tabulce jsou uvedena katastrální území na území dnešního okresu Vsetín, která byla v minulosti zrušena.
| Název KÚ                          | Sídla           | Současná obec     | Rok zrušení | Začleněno do KÚ         |
| --------------------------------- | --------------- | ----------------- | ----------- | ----------------------- |
| Valašské Meziříčí-Dolní Předměstí | Dolní Předměstí | Valašské Meziříčí | 1974        | Valašské Meziříčí-město |
| Valašské Meziříčí-Horní Předměstí | Horní Předměstí | Valašské Meziříčí | 1974        | Valašské Meziříčí-město |